# Serafin Mičić
Fra Serafin Mičić (Puntamika kraj Zadra, 16. rujna 1913. – Zadar, 22. studenoga 2002.), franjevac-trećoredac Provincije sv. Jeronima, katolički svećenik, pedagog i hrvatski pjesnik.

## Život
U Red manje braće franjevaca-trećoredaca stupio je na Školjiću 1924. 
Prve zavjete položio je na Krku 30. kolovoza 1930., a svečane na Glavotoku 17. veljače 1937.
Za svećenika ga je 27. lipnja 1937. u Zagrebu zaredio nadbiskup blaženi Alojzije Stepinac.
Kao učitelj djelovao je na Školjiću, u Herceg Novom, Zagrebu, Ogulinu i u pazinskom sjemeništu (1950. – 1968.). Od 1968. do smrti živio je u Zadru gdje je i pokopan na gradskom groblju 25. studenoga 2002.

## Djela
- Aureole, Zagreb, 1942., 48 str.
- Zvjezdane vigilije, Zagreb : Provincijalat franjevaca trećoredaca, 1982., 174 str.
- Raspelo na žalu, Crkva u svijetu (Split), XIII (1978.) 1, str. 80.

Antologije u kojima su objavljene njegove pjesme:
- Duša duše hrvatske : novija hrvatska marijanska lirika, prir. Neven Jurica i Božidar Petrač, Mostar, 1988.
- U sjeni transcedencije, prir. Neven Jurica i Božidar Petrač, Zagreb, 1987. i 1999.
- Hrvatska božićna lirika od Kranjčevića do danas, prir. Božidar Petrač, Zagreb, 2000.
- Šime Marović, Svrati Gospode k nama : duhovne skladbe, Split, 2000.
- Hrvatska uskrsna lirika od Kranjčevića do danas, prir. Božidar Petrač, Zagreb, 2001.
- Krist u hrvatskom pjesništvu, prir. Vladimir Lončarević, Split, 2007.
- Hvaljen budi, Gospodine moj : sveti Franjo u hrvatskom pjesništvu, priredili Vladimir Lončarević, Božidar Petrač , Nevenka Videk , Zagreb, 2009.
- Križni put : u stihovima hrvatskih pjesnika XX. stoljeća, izabrao i uredio Vladimir Lončarević, Zagreb, 2010.

Neke su njegove pjesme uglazbljene:
- Tebe tražim, zvučna kaseta i CD, Zagreb, 2002.
- Miroslav Martinjak, Klikujte sada zanosno : (za troglasni mješoviti zbor), Sveta Cecilija (Zagreb), 70 (2000.), 4 (prilog br. 4), str. 1-3.

## Vanjske poveznice
- Osmrtnica na engleskom  Arhivirana inačica izvorne stranice od 24. rujna 2015. (Wayback Machine), pristupljeno 17. prosinca 2014.
- Josip Lisac, Serafin Mičić i Jerko Kraljev kao čakavski pisci zadarskoga područja u prvoj polovici 20. stoljeća, Čakavska rič, XLI (2013.) 1-2, str. 89-93.
- Josip Bratulić, Moj profesor Serafin Mičić, Zadarska smotra, 62 (2013.) 4, str. 30–36.
- Antun Badurina, U spomen o. Serafinu Mičiću (1913. – 2002.), Zadarska smotra, 62 (2013.) 4, str. 37–47.
- Nedjeljko Mihanović, Religiozna percepcija fra Serafina Mičića : u povodu 100. obljetnice rođenja, Zadarska smotra, 62 (2013.) 4, str. 48–52.
- Vjekoslav Ćosić, Otac Serafin Mičić : sjećanje iz Pazina i Zadra, Zadarska smotra, 62 (2013.) 4, str. 53–55.